# Noturus fasciatus
Noturus fasciatus är en fiskart som beskrevs av Burr, Eisenhour och Grady 2005. Noturus fasciatus ingår i släktet Noturus och familjen Ictaluridae. Inga underarter finns listade i Catalogue of Life.